# Mathias-Marie Duval
Mathias-Marie Duval (Grasse, 7 febbraio 1844 – Parigi, 28 febbraio 1907) è stato un anatomista francese.

## Biografia
Studiò medicina a Parigi, e poi lavorò come prosettore a Strasburgo. Nel 1873 divenne agrégé, e direttore del laboratorio antropologico presso l'École des Hautes Etudes e professore di anatomia presso l'École Supérieur des Beaux-Arts. Nel 1885 successe a Charles-Philippe Robin (1821-1895) come professore di istologia presso la facoltà medica di Parigi. Nel 1892 divenne membro dell'Académie de Médecine.Fu anche membro della International Society for the History of Medicine.
Duval è ricordato per sua la ricerca che coinvolge lo sviluppo placentare nei topi e e fu il primo a identificare l'invasione di trofoblasti nei roditori. Con il ginecologo austro-americano Walter Schiller (1887-1960) nominarono i cosiddetti corpi di Schiller-Duval, un reperto analizzabile al microscopio ottico nei tumori del seno endodermico o tumori del sacco vitellino che sono tra i tumori del testicolo più comuni nei bambini.

## Opere principali
- Sur la structure et usages de la rétine. tesi per l'abilitazione- 1873
- Manuel du microscopie. 1873, seconda edizione nel 1877.
- Précis de technique microscopique et histologique, ou introduction pratique à l’anatomie générale. (con introduzione di Charles-Philippe Robin). Paris, J.-B. Baillière et fils, 1878. 315 pages.
- Précis de l'anatomie à l'usage des artistes, 1881.
- Leçons sur la physiologie du système nerveux, 1883.
- Le placenta des rongeurs. Journal de l'anatomie et de la physiologie normales et pathologiques de l'homme et des animaux, Paris, 1891, 27: 24–73, 344–395, 513–612.
- Le placenta des rongeurs. Paris, Felix Alcan, 1892.
- Précis d'histologie, Paris, 1897, 1900.
- Histoire d'anatomie plastique: les maîtres, les livres et les échorchès, (con Edouard Coyer). Paris: Picard & Kann, 1898.[2]